# Корьелл, Ларри
Ларри Корьелл, Ко́риелл (англ. Larry Coryell; 2 апреля 1943, штат Галвестон, Техас — 19 февраля 2017, Нью-Йорк, США) — американский джаз-фьюжн гитарист.
Один из величайших мастеров гитары, признанных в мире. За 40 лет он записал более 75 альбомов как лидер группы, солист и аккомпаниатор. Поклонники с конца 1970-х называли его «богом гитары», «настоящим музыкантом возрождения, который превосходит во всех стилях игры», также New York Times окрестила его пионером rock-jazz fusion, а Dan Ouellette из Down Beat Magazine назвал его «крёстным отцом фьюжн».

## Биография
Достаточно рано познакомился с музыкой. Уже с раннего детства пробовал играть на разных инструментах, в совершенстве освоено фортепиано, пока не остановился на гитаре. Его первыми вдохновителями в музыке были Chet Atkins, Chuck Berry, Уэс Монтгомери.
Окончил факультет журналистики Вашингтонского университета.
В 1965 году переехал в Нью-Йорк, где начал оттачивать инструментальные навыки как основу своей музыкальной экспрессии. Чтобы освоить все аспекты гитары, также занимался классической гитарой вместе с Leonid Bolotine. Получил свою первую большую работу у Killer Joe Piro, а национальное признание пришло к нему во время работы в Gary Burton Quartet в 1967 году.
С конца 1960-х — начала 1970-х гг становится популярным гитаристом-универсалом. В этот период он участвовал в роковых экспериментах с Jack Bruce, Jimmy Webb, 5th Dimension, Charles Mingus, Billy Cobham, Chick Corea и Джоном Маклафлином. В альбомах этого периода проявил себя как музыкант, сумевший достичь слияния Rock, Jazz, восточных тональностей, размеров и импровизаций свободной формы.
В 1974 году вместе со своим другом и коллегой Рэнди Брекером он организовал сверхпопулярный фьюжн-проект «The 11th House». После распада группы он подписал контракт с Clive Davis для Arista Records, совместно с Brecker Brothers он, используя метод прямой записи на диск, выпускает серию сольных альбомов, которые оказались очень успешными.
С 1980 года записи и живые выступления Ларри Кориелла проходили на различных площадках, начиная с маленьких клубов и заканчивая большими концертными аренами. Он был постоянным хэдлайнером Blue Note и Iridium в New York City, Catalina’s в L.A., Blues Alley в Washington DC и Ronnie Scott’s в London, Porgie & Bess’ в Vienna. Также принимал участие в больших фестивалях на открытых площадках Дальнего Востока, Европы, Бразилии.
В 2007 году The Hal Leonard Corporation выпустил автобиографию музыканта «Improvising, My Life In Music» и ретроспективу его композиций, с работами, отображающими полный спектр его сорокалетней профессиональной музыкальной деятельности как композитора и новатора. В последние годы занимался преподавательской деятельностью в Вашингтонском университете, добавляя к своему статусу «тот, кто может не только делать, но и учить» уже признанными его собственными двумя книгами, опубликованными Miller-Freeman.
В 2008–2016 годах Ларри Корьелл регулярно гастролировал в дуэте с фьюжн-гитаристом Романом Мирошниченко. Также ими был записан и издан ряд совместных синглов. В мае 2017 года на открытии фестиваля была представлена последняя опера Ларри Кориелла по роману Льва Толстого «Анна Каренина» с участием Московского Симфонического вместе с Мирошниченко, сербским классическим гитаристом Ненадом Стефановичем и словенскими оперными солистами. Мировая премьера была посвящена Корьеллу, скончавшемуся в Нью-Йорке в феврале того же года. По просьбе вдовы Кориелла, пожелавшей не отменять премьеру, опера была доработана и закончена Мирошниченко и Стефановичем после смерти Корьелла.
Его дискография насчитывала 75 альбомов. Лучшие произведения исполнителя доступны в Chesky Records («Impressions», «Traffic» & «Electric»), Rhombus Records («Laid Back & Blues»), HighNote («Cedars Of Avalon»), и Favored Nations («Tricycles») .